# Volkspartei (Seychellen)
Die Volkspartei (Seselwa: Parti Lepep, PL) ist eine sozialistische politische Partei auf den Seychellen und war von 1979 bis 1991 die Einheitspartei des Landes. Das Einparteiensystem wurde mit der Verfassung von 1993 überwunden.
Die PL veröffentlichte eine Zeitung namens Lepep und war bis 2009 bekannt als die Fortschrittsfront des seychellischen Volkes (englisch Seychelles People’s Progressive Front, französisch Front Progressiste du Peuple Seychellois).
Die Volkspartei wurde im Jahre 1964 von France-Albert René unter dem Namen Einheitspartei des seychellischen Volkes (englisch Seychelles People’s United Party) gegründet und wurde von ihm seit der Gründung geführt. Die Volkspartei wurde 1977 zur regierenden Partei und war die einzige zugelassene Partei ab 1979. Von dieser Zeit an wurde die Periode bis 1991 retrospektiv als Zweite Republik bezeichnet. Die Volkspartei wird von einem Exekutiv-Zentralkomitee geführt.
Führende Mitglieder der Partei über die Jahre waren René, James Michel, Guy Sinon, Jacques Hodoul (ehemaliger Außenminister und Chefideologe der Partei), Joseph Belmont (ehemaliger Vizepräsident der Seychellen) und Maxime Ferrari (ehemaliger René-Loyalist, der später die Opposition unterstützte).
In der Ära der Einparteienherrschaft erhielt die Partei Zuwendungen auswärtiger Regierungen, vor allem von Tansania, Algerien, Libyen und der Deutschen Demokratischen Republik.
Die Partei hat Sektionen in jedem Wahldistrikt und verwendet ein ausgeweitetes System der Patronage. Bei den Parlamentswahlen auf den Seychellen am 12. Mai 2007 erhielt die Partei 65,76 % der Wählerstimmen und 23 der 34 Sitze in der Nationalversammlung. Bei den Wahlen 2016 verlor die PL ihre Mehrheit.